# Karang Mulya/Sumber Jaya
Karang Mulya/Sumber Jaya is een bestuurslaag in het regentschap Banyuasin van de provincie Zuid-Sumatra, Indonesië. Karang Mulya/Sumber Jaya telt 1089 inwoners (volkstelling 2010).